# The Cosmic Carnival
The Cosmic Carnival is een rockband uit Rotterdam.
De band speelt rock-'n-roll gebaseerd op invloeden vanuit diverse landen in de periode van de jaren zestig. Er wordt gebruikgemaakt van symfonische melodielijnen met gebruik van elektronisch orgel en gitaarsolo's. De zang is meerstemmig.

## Geschiedenis
In 2009 won de band de jury- en publieksprijs van de Grote Prijs van Nederland in de categorie Rock/Alternative. In 2012 verscheen het debuutalbum Change The World Or Go Home, gevolgd door Mon Cher Amour in 2014. In 2015 brengt The Cosmic Carnival een dubbel-livealbum uit, waarna in 2017 een derde studio-album volgt: First Flowers. De band heeft in de eerste tien jaar van haar bestaan ruim 500 keer opgetreden in binnen- en buitenland. In 2017, 2018 en 2019 kruipt The Cosmic Carnival in de huid van de Brits-Amerikaanse band Fleetwood Mac voor de theatervoorstelling Fleetwood Mac: The Incredible Story.

## Discografie

### Ep's
- Ladies & Gentlemen, The Cosmic Carnival! (2007)
- The Cosmic Carnival (2010)

### Albums
- Change The World Or Go Home (2012)
- Mon Cher Amour (2014)
- A Night At The Carnival - Live (2015)
- The Cosmic Carnival Express - Live (2015)
- First Flowers (2017)